# Opuntia monacantha
Opuntia monacantha,  monducuru, urumbeba, arumbeva, cardo palmado, es una especie botánica de cacto en la familia de las Cactaceae.

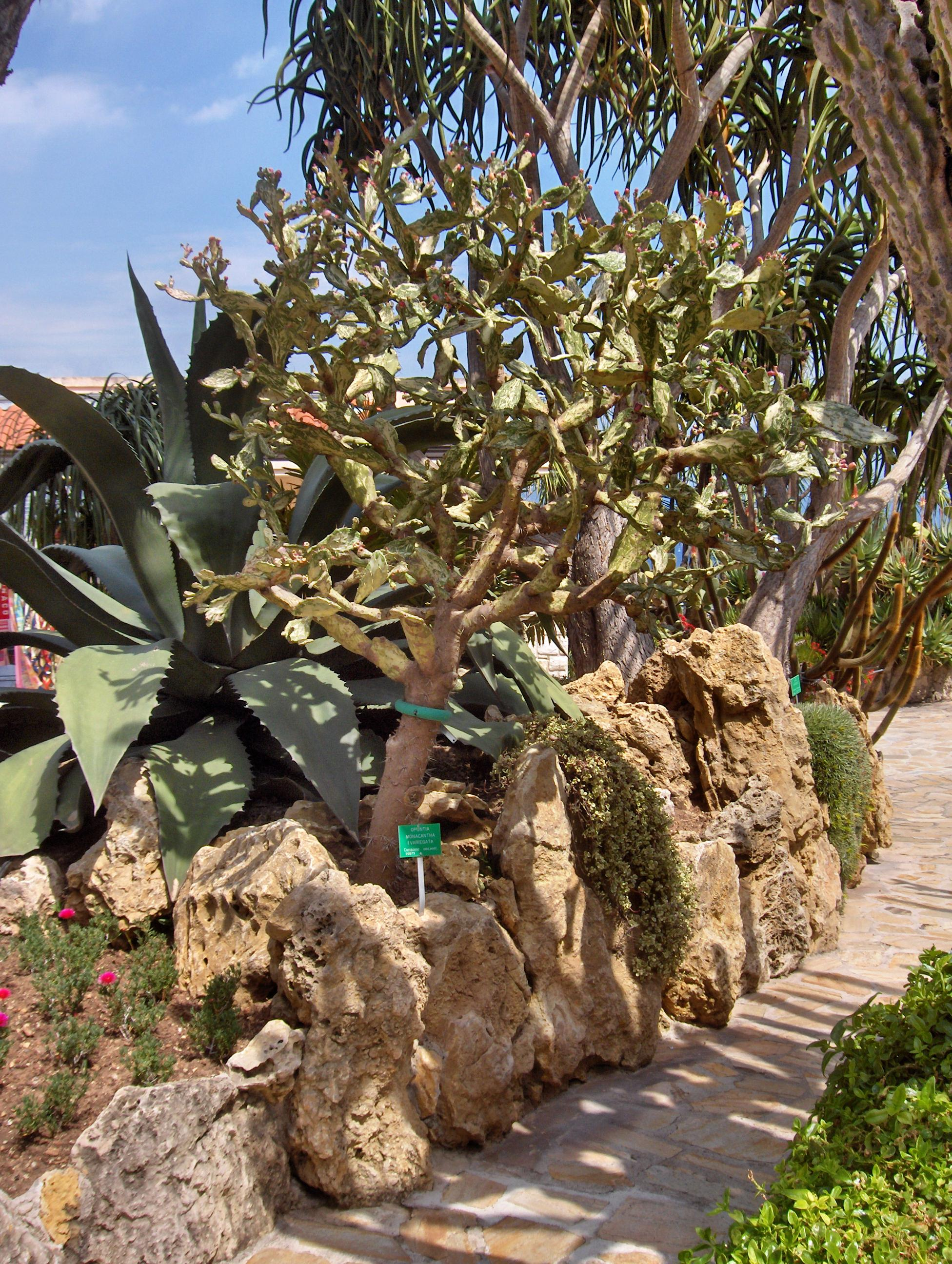
Vista de la planta

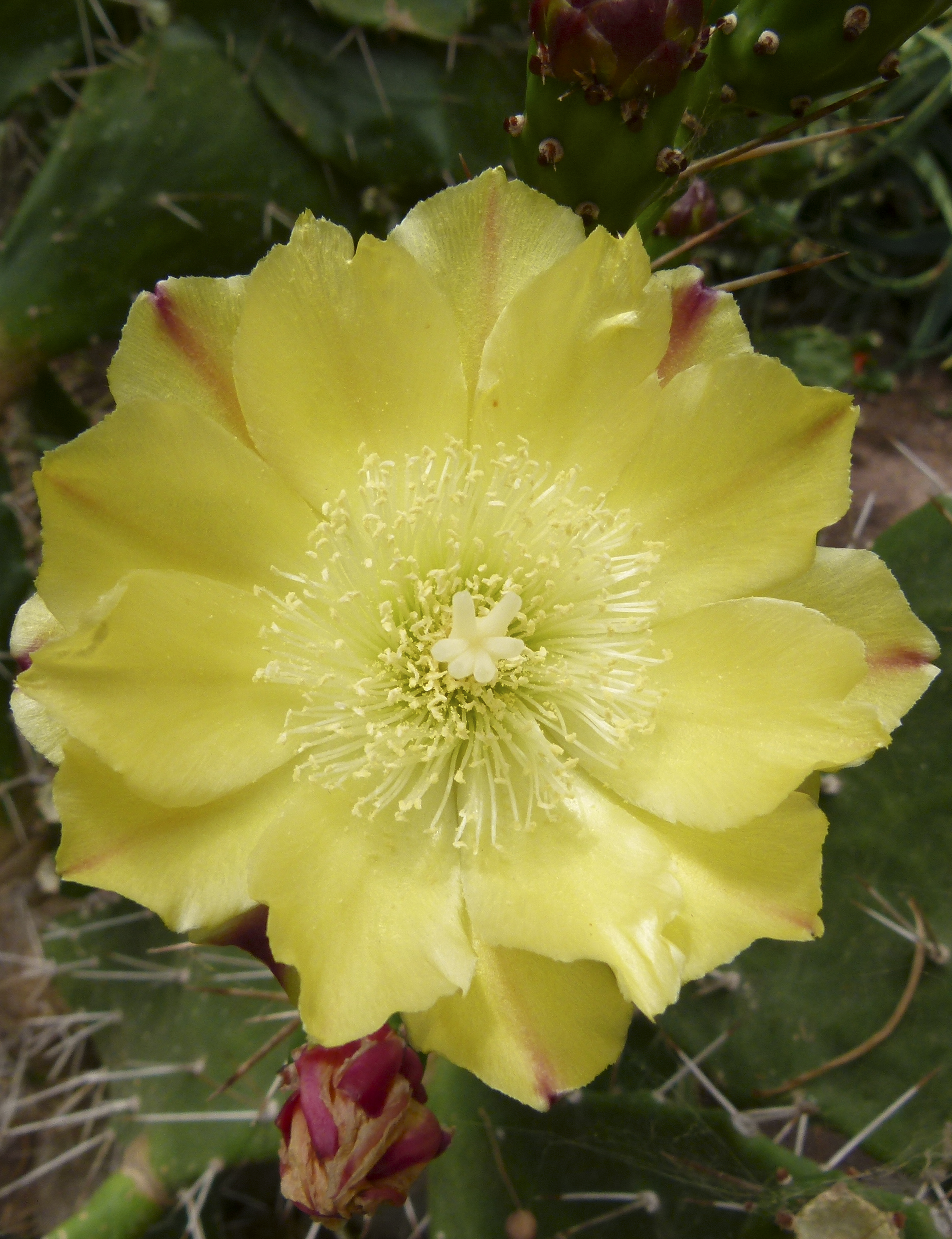
Flor

## Descripción
Es un arbusto de 2-4 (6) m de altura, tronco de 2 m de diámetro, copa profusamente expandida en ramas. Artejos ovados-oblongos, 1-3 dm de largo, verde brillantes, raramente variegados. Hojas subuladas; espinas solas o en pares de 1-4 (6) cm de largo, desde blancas, parduzcas a pardo rojizas.
Flores amarillas o rojizas, hasta 8 cm de diámetro; sépalos anchos, pétalos abiertos; estilos y estigmas blancos. Ovario de 4 cm, inerme. Fruto ovoide, 5-8 cm de largo, rojo, inerme.

## Distribución y hábitat
Es endémica de Argentina, Brasil, Paraguay, Uruguay, y naturalizada en Australia y Sudáfrica. Sus hábitats naturales son bosques subtropical o tropical húmedo de baja altura, y costas arenosas.

## Taxonomía
La especie fue formalmente descrita en 1812 por el botánico Adrian Haworth y publicado en Supplementum Plantarum Succulentarum ... 81. 1819.. El nombre Opuntia vulgaris, sinónimo de Opuntia ficus-indica, ha sido mal aplicado a esta especie en Australia.
Citología;
Tiene un número de cromosomas de  (2n = 32) 
Etimología
Opuntia: nombre genérico  que proviene del griego usado por Plinio el Viejo para una planta que creció alrededor de la ciudad de Opus en Grecia.

monacantha: epíteto latino que significa "con una espina".
Sinonimia
- Cactus monacanthos Willd.
- Opuntia lemaireana Console ex F. A. C. Weber
- Cactus monacantha
- Opuntia arechavaletae
- Opuntia vulgaris
- Platyopuntia brunneogemmia
- Opuntia brunneogemmia